# Кумин Бор
Кумин Бор — деревня в Колчановском сельском поселении Волховского района Ленинградской области.

## История
Деревня Кумин Бор упоминается на карте Санкт-Петербургской губернии Ф. Ф. Шуберта 1834 года.

КУПИН БОР — деревня принадлежит князу Мещерскому, число жителей по ревизии: 64 м. п., 75 ж. п. (1838 год)

Деревня Кумин Бор отмечена на карте Ф. Ф. Шуберта 1844 года.

КУМИН БОР — деревня князя Василия Мещерского, по просёлочной дороге, число дворов — 28, число душ — 75 м. п. (1856 год)

КУМИН БОР — деревня владельческая при колодце, число дворов — 28, число жителей: 93 м. п., 83 ж. п. (1862 год)

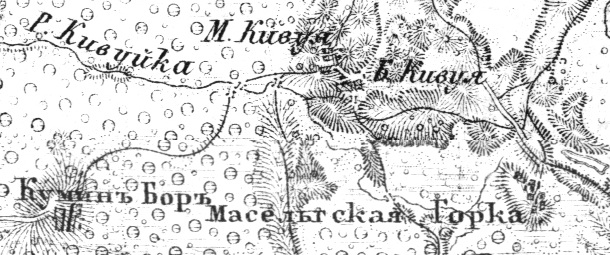
Деревня Кумин Бор на карте Ф. Ф. Шуберта 1872 года

Согласно материалам по статистике народного хозяйства Новоладожского уезда 1891 года одно из имений при селении Кумин Бор площадью 254 десятины принадлежало местным крестьянам Л. Вагину и Ф и Ф. Ивановым, имение было приобретено в 1876 году за 975 рублей, второе имение принадлежало местному крестьянину И. Л. Фирсову, третье — местной крестьянке А. В. Фирсовой, имение имело площадь 671 десятина и было куплено в 1884 году за 4300 рублей.
В конце XIX — начале XX века деревня административно относилась к Усадище-Масельгской волости 3-го стана Новоладожского уезда Санкт-Петербургской губернии.
По данным «Памятной книжки Санкт-Петербургской губернии» за 1905 год деревня называлась Кумин-Бор.
С 1917 по 1921 год деревня Кумин Бор входила в состав Куминоборского сельсовета Усадище-Масельгской волости Новоладожского уезда.
С 1922 года в составе Кивуйского сельсовета.
С 1923 года в составе Вымовского сельсовета Колчановской волости Волховского уезда.
С 1927 года в составе Волховского района.
В 1928 году население деревни Кумин Бор составляло 246 человек.
По данным 1933 года деревня называлась Кумин-Бор и входила в состав Вымовского сельсовета Волховского района.
С 1946 года в составе Новоладожского района.
С 1954 года в составе Усадищенского сельсовета.
В 1958 году население деревни Кумин Бор составляло 27 человек.
С 1963 года в составе Масельгского сельсовета Волховского района.
По данным 1966 года деревня Кумин Бор входила в состав Усадищенского сельсовета.
По данным 1973 и 1990 годов деревня Кумин Бор входила в состав Колчановского сельсовета.
В 1997 году в деревне Кумин Бор Колчановской волости проживали 6 человек, в 2002 году — также 6 (все русские).
В 2007 году в деревне Кумин Бор Колчановского СП — 8, в 2010 году — 18 человек.

## География
Деревня расположена в центральной части района на автодороге 41К-056 (Сясьстрой — Колчаново — Усадище).
Расстояние до административного центра поселения — 12 км.
Расстояние до ближайшей железнодорожной станции Колчаново — 15 км.
Деревня находится в междуречье Кивуйки и Холмачи.

## Демография
| 1838 | 1862 | 1997 | 2002 | 2007 | 2010 | 2013 |
| ---- | ---- | ---- | ---- | ---- | ---- | ---- |
| 139  | ↗176 | ↘6   | →6   | ↗8   | ↗18  | ↘10  |
| 2017 |      |      |      |      |      |      |
| ↘9   |      |      |      |      |      |      |

### Национальный состав
По данным Всероссийской переписи населения 2021 года в деревне проживали 2 человека, все русские.